# Dichochrysa spissinervis
Dichochrysa spissinervis is een insect uit de familie van de gaasvliegen (Chrysopidae), die tot de orde netvleugeligen (Neuroptera) behoort. 
Dichochrysa spissinervis is voor het eerst wetenschappelijk beschreven door Tjeder in 1966.